# Bocchoris darsanalis
Bocchoris darsanalis is een vlinder uit de familie van de grasmotten (Crambidae), uit de onderfamilie van de Spilomelinae. De wetenschappelijke naam van deze soort is voor het eerst voorgesteld als Agrotera darsanalis door Herbert Druce in een publicatie uit 1895.
De soort komt voor in Mexico, Nicaragua en Panama.